# Temoporfin
Temoporfin ist ein Photosensibilisator, der chemisch auf Chlorin basiert und in der photodynamischen Therapie angewandt wird.
Temoporfin wird zur Behandlung von Plattenepithelkarzinomen im Kopf- und Nackenbereich genutzt.
Vermarktet wird es innerhalb der Europäischen Union unter dem Namen Foscan. Die US-amerikanische Food and Drug Administration lehnte die Genehmigung des Stoffes als Arzneimittel im Jahre 2000 ab. Die EU hingegen genehmigte Foscan 2001.
Gute Behandlungsergebnisse wurden bei 21 von 35 Patienten in deutschen Kliniken erreicht.
Temoporfin wird durch elektromagnetische Wellen mit einer Länge von 652 nm photoaktiviert, das heißt im roten Bereich des sichtbaren Lichtes. Licht dieser Wellenlänge dringt etwa 10–15 mm tief in das Tumorgewebe ein. Behandelte Patienten können noch mehrere Wochen nach der Therapie photosensitiv bleiben. Die Wirkung beruht auf der Bildung von reaktiven Sauerstoffspezies. Die Elimination findet mit einer Halbwertszeit von 90 h über die Leber statt.
Zur Vermeidung der andauernden Photosensitivität nach der Verabreichung gibt es Bestrebungen, den Wirkstoff zusammen mit tumorspezifischen Spezies, wie RGD-Peptiden, an Nanopartikel zu binden und dadurch eine hohe Selektivität zu erzielen.